# خوان باز
خوان باز (بالإسبانية: Juan Paz)‏ هو سباح بيروفي، ((و. 1911م)).

## وصلات خارجية
- خوان باز على موقع أوليمبيديا (الإنجليزية)